# José Ronaldo Ribeiro

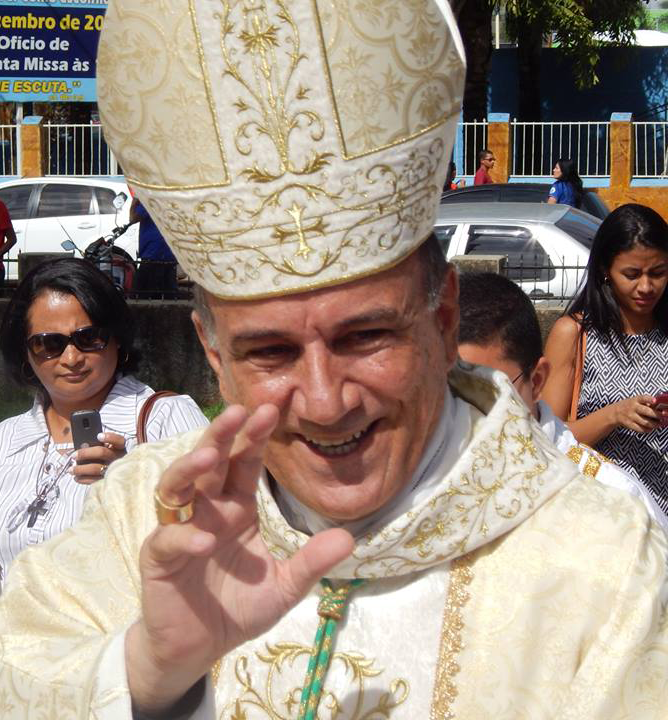
José Ronaldo Ribeiro, 2014

José Ronaldo Ribeiro (* 28. Februar 1957 in Uberaba) ist ein brasilianischer Geistlicher und emeritierter römisch-katholischer Bischof von Formosa.

## Leben
José Ronaldo Ribeiro empfing am 5. Mai 1985 die Priesterweihe für das Erzbistum Brasília.
Papst Benedikt XVI. ernannte ihn am 6. Juni 2007 zum Bischof von Janaúba. Der Erzbischof von Brasília, João Bráz de Aviz, spendete ihm am 28. Juli desselben Jahres die Bischofsweihe; Mitkonsekratoren waren José Kardinal Freire Falcão, Alterzbischof von Brasília, und Raymundo Damasceno Assis, Erzbischof von Aparecida. Die Amtseinführung fand am 25. August desselben Jahres statt.
Papst Franziskus ernannte ihn am 24. September 2014 zum Bischof von Formosa. Die Amtseinführung fand am 22. November desselben Jahres statt. Am 21. März 2018 stellte ihm Papst Franziskus den Erzbischof von Uberaba, Paulo Mendes Peixoto, als Apostolischen Administrator sede plena zur Seite, wodurch seine Jurisdiktion als Diözesanbischof ausgesetzt wurde. Der Bischof, vier Priester seiner Diözese und acht weitere Personen waren wegen des Verdachts der Veruntreuung von Spendengeldern verhaftet worden. Am 12. September 2018 nahm der Papst seinen Rücktritt als Bischof von Formosa an.